# Arthur Kempel
Arthur Kempel (Flórida, 2 de agosto de 1945 - Sunland, Califórnia, 3 de março de 2004) foi um compositor estadunidense.

## Carreira
Amigo e colaborador de Mark Griffiths, Kempel fez a parceria com ele de 1990 a 1998, tais como: A Cry in the Wild (1990) (o primeiro filme da parceria Kempel e Griffiths), Cheyenne Warrior (1994), Max Is Missing (1995), Nas Linhas do Inimigo (Behind Enemy Lines) (1997) e Asas de Guerra (Tactical Assault) (1998) (o último filme da parceria Kempel e Griffiths).

## Morte
Arthur Kempel morreu de um cancro no estômago no dia 3 de Março de 2004 e ele tinha 58 anos.